# الدوري السويدي الدرجة الأولى 1987
الدوري السويدي الدرجة الأولى 1987 (بالسويدية: Division 1 i fotboll 1987)‏ هو موسم من الدوري السويدي الدرجة الأولى. فاز فيه نادي يورغوردينس.